# Mangoo (DJ)
Mangoo (* 29. November 1983 in Örbyhus, bürgerlich Mattias Brånn), auch Mattias Brånn, ist ein schwedischer DJ, Musikproduzent und Songwriter.

## Karriere
Mangoo begann 1999 als Musikproduzent und wurde vor allem durch seine Single Eurodancer bekannt, die im Jahr 2000 veröffentlicht wurde. Sie war eine der ersten erfolgreichen MP3-Songs und wurde zu einem Zeitpunkt, als Musikdownloads weltweit noch gar nicht und in Schweden erst sehr wenig verbreitet waren, zu einem Pionier dieser Vertriebsmethode. Der Song inspirierte unzählige inoffizielle Remixe bzw. Bootlegs.
2004 schrieb er an dem Lied Freak Out für Avril Lavignes Album Under My Skin mit.
Von 2007 bis 2010 war Brann als Produzent und Songwriter für Paolo Meneguzzi tätig und arbeitete an den drei Alben Musica, Corro via und Miami, welche in Italien und der Schweiz in den jeweiligen Charts erfolgreich waren. Mit von ihm produzierten Liedern trat Meneguzzi auch beim Sanremo-Festival 2007 und Eurovision Song Contest 2008 an.
In den 2010er Jahren produzierte Brann vorwiegend Lieder für die jährlichen Russ-Events in Skandinavien.
Im August 2019 erschien Play, ein Remake von Mangoos Song Eurodancer aus dem Jahr 2000, produziert von ihm, K-391, Alan Walker und Martin Tungevaag.

## Diskografie

### Alben
- 2000: Soundscapes
- 2009: Inside You
- 2009: Eurodancer
- 2014: Russ Buss Collection 2010–2014

### Singles
- 2000: Eurodancer
- 2009: Inside You
- 2010: I’m Back
- 2010: Fanta & Rosé (feat. Deadline)
- 2011: Det är Jul (Fanta och rose) (feat. Deadline)
- 2011: Snabbaste låten
- 2012: Breaking Laws (feat. Kila Sinclair)
- 2015: Smoke City (feat. Tony Koma)
- 2016: General of the Army (Norwegian Russ 2017) (feat. Tony Koma)
- 2017: Madmix 2018 (Norwegian Russ) (feat. J-Dawg)
- 2020: Maze (mit Mike Perry feat. Wanja Janeva)

### Gastbeiträge
- 2018: Beautiful Girl (DJ Splash feat. DJ Mangoo & PedroDJDaddy)
- 2019: Play (K-391, Alan Walker & Tungevaag feat. Mangoo)

### Remixe
- 2016: Samra – Miracle

## Belege
1. ↑  Chartquellen: SE SE2 AT CH